# باهرة سنبلية
باهرة سنبلية (الاسم العلمي: Agave spicata) هو نوع من النباتات يتبع جنس الباهرة من الفصيلة الهليونية.